# إيل داو
إيل داو (بالإنجليزية: Elle Dawe)‏ هي ممثلة أسترالية، ولدت في 1990 في سيدني في أستراليا.

## وصلات خارجية
- إيل داو على موقع IMDb (الإنجليزية)
- إيل داو على موقع كينوبويسك (الروسية)